# Franco Jara
Franco Daniel Jara (* 15. Juli 1988 in Villa María, Argentinien) ist ein argentinischer Fußballspieler, der aktuell für den US-amerikanischen Klub FC Dallas spielt.

## Karriere

### Im Verein
Jara kommt aus der Jugend von Arsenal de Sarandí und debütierte bei seiner Profikarriere am 23. Mai 2008 bei der Niederlage gegen die Argentinos Juniors. Sein erstes Tor schoss der Argentinier am 10. April 2010 gegen CA Colón. Während seiner Zeit bei Arsenal absolvierte er in der Liga 82 Spiele und traf elf Mal. Sein erstes internationales Spiel bestritt er in der Copa Sudamericana gegen den honduranischen Vertreter CD Motagua.
Zur Saison 2010/11 wechselte er ins Ausland, als er nach Europa ging und bei Benfica Lissabon einen Fünf-Jahres-Vertrag unterzeichnete.
Der Stürmer wechselte zur Saison 2011/12 auf Leihbasis für ein Jahr zum FC Granada.
Ende Juli 2012 verließ Jara für die Saison 2012/13 auf Leihbasis Europa und kehrte nach Argentinien zurück, um beim CA San Lorenzo de Almagro zu spielen.
in der Saison 2013/14 spielte Sara auf Leihbasis für den argentinischen Klub Estudiantes de La Plata.
Am 24. Januar 2015 unterschrieb der Argentinier einen Zweieinhalbjahresvertrag beim griechischen Rekordmeister Olympiakos Piräus. Jara konnte trotz seines Siegtreffers im Pokalhalbfinale gegen AEK Athen nicht überzeugen. Die Griechen gaben am letzten Tag der Transferperiode die Trennung bekannt. Jara wechselte zum mexikanischen Erstligisten CF Pachuca.
Nach fünf Jahren und über sechzig Toren in der Liga schloss sich Jara im Juli 2020 dem FC Dallas an.

### In der Nationalmannschaft
Jara wurde erstmals am 19. Januar 2010 für die A-Mannschaft Argentiniens für das Spiel gegen Costa Rica nominiert. Bei dem Spiel, welches 3:2 für Argentinien endete, schoss Jara auch sein erstes Tor, welches gleichzeitig der Siegtreffer für sein Team bedeutete.

## Erfolge

### Verein
- Griechischer Meister: 2014/15 mit Olympiakos Piräus
- Griechischer Pokalsieger: 2014/15 mit Olympiakos Piräus
- CONCACAF Champions League: 2016/17[4] mit CF Pachuca